# قرينات ذبابة الأزهار
قرينات ذبابة الأزهار (الاسم العلمي:Anthomyiini ) هي قبيلة من الحشرات تتبع فصيلة ذباب الأزهار من رتبة ذوات الجناحين.

## الأجناس
- ذبابة الأزهار